# North Branch
North Branch es una villa ubicada en el condado de Lapeer en el estado estadounidense de Míchigan. En el Censo de 2010 tenía una población de 1033 habitantes y una densidad poblacional de 299,66 personas por km².

## Geografía
North Branch se encuentra ubicada en las coordenadas 43°13′45″N 83°11′27″O / 43.22917, -83.19083. Según la Oficina del Censo de los Estados Unidos, North Branch tiene una superficie total de 3.45 km², de la cual 3.45 km² corresponden a tierra firme y (0%) 0 km² es agua.

## Demografía
Según el censo de 2010, había 1033 personas residiendo en North Branch. La densidad de población era de 299,66 hab./km². De los 1033 habitantes, North Branch estaba compuesto por el 96.52% blancos, el 0.19% eran afroamericanos, el 0.19% eran amerindios, el 0.19% eran asiáticos, el 0.19% eran isleños del Pacífico, el 1.26% eran de otras razas y el 1.45% pertenecían a dos o más razas. Del total de la población el 3.87% eran hispanos o latinos de cualquier raza.